# Vîșneakî, Kozelșciîna
Vîșneakî (în ucraineană Вишняки) este un sat în comuna Vasîlivka din raionul Kozelșciîna, regiunea Poltava, Ucraina.

## Demografie
Componența lingvistică a localității Vîșneakî
     Ucraineană (93,97%)
     Rusă (4,31%)
     Belarusă (1,72%)
Conform recensământului din 2001, majoritatea populației localității Vîșneakî era vorbitoare de ucraineană (93,97%), existând în minoritate și vorbitori de rusă (4,31%) și belarusă (1,72%).